# Eugene Kornel Balon
Eugene Kornel Balon (Orlová, 1º agosto 1930 – Guelph, 4 settembre 2013) è stato un ittiologo e scrittore canadese di origine cecoslovacca.

## Biografia
Balon si è laureato all'Università Carolina di Praga. Tra il 1953 e il 1967 ha lavorato come ricercatore presso l'Accademia Slovacca delle Scienze di Bratislava dove ha studiato la fauna ittica del Danubio. Tra il 1967 e il 1971, ha lavorato come esperto delle Nazioni Unite nello studio della fauna ittica del lago artificiale di Kariba in Zambia. Nel 1971 si è stabilito in Ontario. In Canada è diventato un esperto riconosciuto della fauna e dell'ecosistema dell'Africa. Era uno dei maggiori esperti di ittiologia del Dipartimento di Zoologia dell'Università del Canada, Guelph. Ha dato il nome a diverse specie di pesci, tra i quali Gymnocephalus baloni e Tilapia baloni. Balon ha scritto più di 80 pubblicazioni scientifiche sull'ittiologia.

## Evoluzione
Dopo gli studi di ittiologia Balon è diventato un critico della visione neo-darwiniana dell'evoluzione. È conosciuto per le sue pubblicazioni che sostengono meccanismi evolutivi non darwiniani come l'ontogenesi saltatoria e l'epigenesi, con le quali si proponeva di spiegare come si creano le variazioni innovative nel processo evolutivo. Le teorie di Balon sono saltazioniste e critiche del gradualismo. Balon ha tenuto conferenze sulla biologia evolutiva dello sviluppo presso il Konrad Lorenz Institute for Evolution and Cognition Research in Austria. Alcuni dei suoi punti di vista sull'evoluzione appaiono nel libro Environment, Development, and Evolution: Toward a Synthesis, scritto con altri scienziati come Brian Keith Hall, Roy D. Pearson and Gerd B. Müller (2004). Balon è un firmatario della petizione del Discovery Institute A Scientific Dissent from Darwinism.

## Pubblicazioni selezionate
- Balon, EK, 1979. The theory of saltation and its application in the ontogeny of fishes: steps and thresholds. Environmental Biology of Fishes, 1979, Volume 4, Number 2, Pages 97-101. Online Archiviato il 7 luglio 2013 in Archive.is.
- Balon, EK, 2001. Saltatory Ontogeny and the Life-History Model: Neglected Processes and Patterns of Evolution. Journal of Bioeconomics, 2001, Volume 3, Number 1, Pages 1-26. Online Archiviato il 7 luglio 2013 in Archive.is.
- Balon, EK, 2002. Epigenetic Processes, when Natura Non Facit Saltum Becomes a Myth, and Alternative Ontogenies a Mechanism of Evolution Environmental Biology of Fishes. Volume 65, Number 1, Pages 1-35. Online Archiviato il 7 luglio 2013 in Archive.is.
- Balon, EK, 2004. Evolution by epigenesis: Farewell to Darwinism, Neo-and Otherwise. Rivista di Biologia / Biology Forum 97: 269-312. Online

| Balon è l'abbreviazione standard utilizzata per le specie animali descritte da Eugene Kornel Balon. Categoria:Taxa classificati da Eugene Kornel Balon |